# Bulbophyllum hatusimanum
Bulbophyllum hatusimanum là một loài phong lan thuộc chi Bulbophyllum.